# Christopher Luxon
Christopher Mark Luxon (Christchurch, 19 de julho de 1970) é um empresário e político neozelandês que, desde novembro de 2023, é o primeiro-ministro da Nova Zelândia. Anteriormente, foi líder da oposição e do Partido Nacional e está no Parlamento Neozelandês desde 2021. Como parlamentar, representa o distrito eleitoral de Botany, desde as eleições gerais de 2020.
Foi diretor-executivo da Air New Zealand de 2012 a 2019. Luxon serviu também como membro do gabinete de sombra de Judith Collins como porta-voz do governo local, pesquisa, ciência, manufatura e informações fundiárias, além de ser porta-voz associado para transporte.
Luxon nasceu em Christchurch e cresceu em Howick, em East Auckland. Estudou comércio na Universidade de Canterbury. Trabalhou na empresa multinacional Unilever desde 1993 e se tornou CEO da Unilever Canada em 2008, tornando-se milionário, antes de tornar-se CEO da Air New Zealand. Ele alcançou o reconhecimento público como aliado comercial do governo de John Key e firmou sua imagem como a do ex-CEO milionário protestou contra o aumento do salário mínimo e como a do cristão conservador antiaborto, além de estar ligado à  agenda neoliberal do Partido Nacional — que inclui privatizações, esmagamento de sindicatos e redução de impostos pessoais e corporativos, com transferência da riqueza dos trabalhadores para os proprietários do capital.
Luxon venceu a pré-seleção para a cadeira segura do Partido Nacional de Botânica em East Auckland em 2019 e venceu, apesar de uma derrota esmagadora do partido, no âmbito nacional, no ano seguinte. Muitas vezes apontado como um potencial líder do Partido Nacional durante um período politicamente turbulento para a entidade, Luxon conquistou a liderança sem oposição, em 30 de novembro de 2021, depois que uma crise partidária causou a destituição da líder anterior, Judith Collins.
Ele liderou seu partido, que elegeu maioria de assentos nas eleições gerais de 2023, e assumiu o cargo de primeiro-ministro em 27 de novembro de 2023, sucedendo Chris Hipkins.